# Бертиус, Петрус
Петрус Бертиус (также Питер Бертиус; гол. Питер де Берт, 14 ноября 1565 — 13 октября 1629) — фламандский богослов, историк, географ и картограф.

## Биография

### Детство
Петрус Бертиус родился 14 ноября 1565 года в городе Беверен, расположенном в Восточной Фландрии, в семье фламандского проповедника Питера Михилзоона Бардта. В 1567 году семья, спасаясь от религиозного преследования, вынуждена была бежать в Лондон.
В молодости ему пришлось много путешествовать. Эти путешествия часто были связаны с преследованием за религиозную веру. Он побывал в Англии, Германии и других европейских странах где стремился совершенствоваться в знании иностранных языков.
Только в 1577 Петрус Бертиус возвращается в Нидерланды и поступает в лейденский университет. Он начинает зарабатывать первые деньги, обучая студентов младших курсов.

### Богослов
После окончания учёбы работал в качестве библиотекаря и профессора математики в университете Лейдена. В 1593 он был назначен на должность помощника регента Богословского колледжа Лейденского университета. В этом же году он женится на Maritgen, дочери Йоханнеса Кухлинуса, первого регента колледжа с перспективой занять его должность и готовить молодых пасторов для реформатской церкви. Бертиус был другом протестантского богослова и влиятельного деятеля Голландской реформатской церкви Якоба Арминия.
Ему было доверено выступить с речью на его похоронах в 1609 году.
Арминий являлся основоположником названного в честь него арминианства — направления в протестантском богословии, утверждающего главенствующую роль свободы воли в деле спасения.
Именно эта похоронная речь, в опубликованном позже виде, вызвала горячие споры с Франсуа Гомар, главным оппонентом Арминианства и приверженцем строгих кальвинистских канонов.
В 1612 году Бертиус опубликовал свою богословскую работу на латинском языке «Hymenaeus desertor», которая развивала идеи Арминия.
Однако она не нашла понимание его коллег, более того возникли разногласия другими представителями арминианства, в том числе с William Louis и Count of Nassau-Dillenburg. Тем не менее Бертиус настаивает на своих взглядах и в 1613, а позже в 1615 годах публикует голландский перевод своей работы. Конфликт с бывшими коллегами разрастался и закончился полным запретом преподавания.

### Картограф

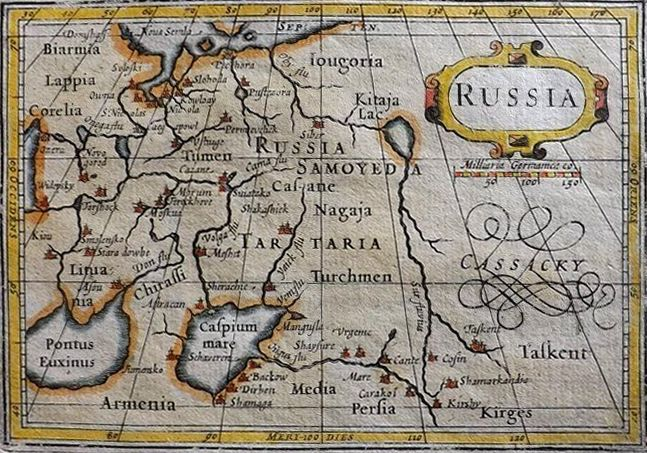
Карта России, изданная в 1616 году Петрусом Бертиусом («Tabularum Geographicarum Contractarum»).

Кроме своих богословских работ Bertius прославился как географ и картограф.
В 1598 году он выпустил первую свою картографическую работу — миниатюрный Географический атлас «Caert Thresoor» Barent Langenes.
К наиболее известным его работам следует отнести «Geographia» Птолемея, содержащую 28 карт, первое издание которой вышло в 1618—1619 годах, а также карманного географического атласа, посвященного архитектуре и видам городов Германской империи атлас, выпущенный в 1616 году, содержал 26 гравированные карты и 101 панораму городов.
Наиболее успешным трудом Бертиуса Петруса оказался карманный атлас «Tabularum Geographicarum Contractarum», который выдержал несколько изданий, начиная с 1600 года на латинском и французском языках. Карты, второго издания этого атласа, печатались в 1602 году в Амстердаме. Поздние издания включали 18 карт мира, в том числе двойное изображение полушарий, первую публикацию изображения Огненной Земли как в виде острова (результат открытия Виллем Схаутен и Якоб Лемер в 1615—1617 годах) а также одну из первых карт России .
Несмотря на небольшой размер изображения, составляющий всего около 12 х 8,5 см, карты для того времени достаточно подробно изображали большинство известных географических объектов и даже были отделаны декоративными деталями, такими как корабли, морские чудовища или художественной штриховкой изображения моря. Bertius лично написал латинский текст атласа и, вероятно, также работал над созданием некоторых карт. Тем не менее, большинство из них были выгравированы в Бельгии картографом и издателем Питером Ван ден Кариус (Petrus Kaerius; 1570—1630), который с 1599 года состоял в браке с Анной, сестрой Bertius. Основой «Tabularum Geographicarum Contractarum» был атлас «Caert Thresoor» от Langenes, впервые опубликованный в 1598 году. Петрус Бертиус был разносторонне развитой личностью.
В 1618 году, когда стало проблематичным продолжение карьеры в Нидерландах и он переехал в Париж,
В 1620 году он принимает Римско-католическую веру, и начинает преподавать риторику в Collège de Boncourt, части парижского университета.
Вскоре ему было предложено стать географом и историографом Людовика XIII короля Франции.
Кроме своих богословских и картографических работ, он так же опубликовал многочисленные научные труды по математике и истории.
Бертиус Петрус умер 13 октября 1629 года в Париже.

## Память
Петрус Бертиус был одним из первых картографов, издавших отдельную карту Австралии (Terra Australis Incognita) в 1616 году. В честь этого события, а также других заслуг его именем назван залив В Антарктиде Bertius Inlet.

## Работы
- 1609: Liick-oratie over de doot van den Eerweerdighen ende wytberoemden Heere Jacobus Arminius
- 1612: Hymenaeus desertor: sive de sanctorum apostasia problemata duo. (1: An fieri possit ut justus deserat justitam suam? 2: An quae deseritur fuerit vera justitia?)
- 1616: Commentariorum Rerum Germanicarum libri tres, including commentary on the Tabula Peutingeriana
- 1619: Theatri Geographiae Veteris
- 1625: Notitia Chorographica Episcopatuum Galliae